# Maxim Van Gils
Pour les articles homonymes, voir Van Gils.
Maxim Van Gils (né le 25 novembre 1999 à Brasschaat en Région flamande) est un coureur cycliste belge, professionnel depuis 2021.

## Biographie

### Carrière professionnelle

#### Lotto-Soudal / Lotto-Dstny (2021-2024)

##### 2021
Après trois saisons chez les juniors et espoirs de l'équipe Lotto U23, il passe professionnel chez Lotto-Soudal en 2021. Sa première course comme professionnel a lieu au Tour de Catalogne où il se classe 10e et 11e lors de deux étapes et termine à la 55e place du classement général. Cette première année est encourageante avec notamment une 7e place au classement général du Tour de Wallonie et en se classant 12e de la Classique de Saint-Sébastien arrivant dans un groupe de chasse de 10 hommes comprenant entre autres Julian Alaphilippe et Jonas Vingegaard. Le 9 octobre, il participe à son premier Monument, le Tour de Lombardie, mais ne termine pas la course.

##### 2022
Le 4 février 2022, il remporte sa première course professionnelle en s'adjugeant la 4e étape en solitaire ainsi que le lendemain, le classement général du Tour d'Arabie saoudite, course de l'UCI Asia Tour. Le 19 mars, il termine son premier  Monument en se classant 34e de Milan-San Remo. Le 26 mai, il se classe 6e du Circuit de Wallonie. En juillet, comme l'année précédente, il prend une 7e place au classement général du Tour de Wallonie. Testé positif au SARS-CoV-2, Maxim Van Gils est non-partant lors de la seizième étape du Tour d'Espagne 2022. Il termine la saison en se classant 5e de la Japan Cup 2022 faisant partie de l'UCI ProSeries.

##### 2023
Maxim Van Gils entame 2023 en se classant 5e d'une nouvelle course : la Muscat Classic organisée le 10 février dans le sultanat d'Oman. Dans le Tour d'Oman qui s'ensuit, il termine deuxième de la deuxième étape et 6e du classement général. Après avoir pris le 1er avril la 2e place de la Volta Limburg Classic battu dans un sprint à deux par Kaden Groves, il réalise des résultats encourageants et constants sur les trois classiques ardennaises en se classant 7e de l'Amstel Gold Race, 8e de la Flèche wallonne et 11e de Liège-Bastogne-Liège.
Lors de la 13e étape du Tour de France, membre d'une échappée de 20 coureurs, il termine deuxième de l'étape au col du Grand Colombier derrière Michał Kwiatkowski, et résistant aux retours de Tadej Pogačar, troisième et de Jonas Vingegaard, quatrième.

##### 2024: Eschborn-Francfort
En février 2024, il remporte le Tour d'Andalousie, épreuve réduite à une seule étape disputée contre-la-montre en raison de manifestations d'agriculteurs ne permettant pas aux forces de l'ordre d'assurer la sécurité des coureurs. Il monte sur la troisième marche du podium des Strade Bianche, ayant été longtemps le seul opposant derrière Tadej Pogačar, vainqueur inaccessible. Membre du groupe de douze coureurs se disputant la victoire à Milan San Remo, il se classe septième, son premier top 10 sur une classique Monument. En avril, il réalise un beau tir groupé lors des classiques ardennaises, la Flèche wallonne et Liège-Bastogne-Liège, terminant troisième à Huy et quatrième à Liège. Le 1er mai, il remporte sa première classique de l'UCI World Tour, l'Eschborn-Francfort, en gagnant le sprint d'un peloton de 36 coureurs. Le 7 juin, il remporte son troisième succès de l'année en s'adjugeant le Grand Prix du canton d'Argovie, devançant Alberto Bettiol au sprint. La fin de saison 2024 est marquée par le tumultueux transfert de Maxim Van Gils vers l'équipe Red Bull-Bora-Hansgrohe réalisé après un accord final entre les parties concernées.

#### Red Bull-Bora-Hansgrohe (2025- )

##### 2025
Le 6 février 2025, lors de la 2e étape de l'Étoile de Bessèges, il est victime d'une chute, conséquence de la présence d'une voiture en contresens sur le parcours de la course, et abandonne, souffrant de traumatismes à la hanche droite et au poignet droit. Moins de deux semaines plus tard, il est au départ du Tour d'Andalousie et remporte la 1re étape à Cueva de Nerja, devançant son compatriote Tim Wellens dans un sprint à deux. Toutefois, le lendemain, il rate la bonne échappée et doit céder sa tunique de leader. Il termine cette course à la quatrième place du classement général avec le maillot vert du classement par points sur les épaules. Par la suite, les résultats ne sont pas concluants, cumulant maladie, décès de sa grand-mère, accidents touchant son père et son frère et une lourde chute à l’Amstel Gold Race.

## Palmarès

### Palmarès amateur
- 2017
  - Classique des Alpes juniors[5]
- 2019
  - 2e étape du Tour de Navarre
- 2020
  - 2e de l'Arden Challenge
  - 3e du Tour de Savoie Mont-Blanc

### Palmarès professionnel
| - 2022 - Tour d'Arabie saoudite : - Classement général - 4e étape - 2023 - 2e de la Volta Limburg Classic - 7e de l'Amstel Gold Race - 8e de la Flèche wallonne - 2024 - 3e étape du Tour d'Andalousie (contre-la-montre) - Eschborn-Francfort - Grand Prix du canton d'Argovie - 2e du Grand Prix Miguel Indurain - 3e de la Drôme Classic - 3e des Strade Bianche - 3e de la Flèche wallonne - 3e de la Famenne Ardenne Classic - 4e de Liège-Bastogne-Liège - 4e du Grand Prix cycliste de Montréal - 7e de Milan-San Remo | - 2025 - 1re étape du Tour d'Andalousie - 3e étape du Tour de Norvège - 3e de la Classique de Saint-Sébastien |  |

### Résultats sur les grands tours

#### Tour de France
2 participations
- 2023 : 59e
- 2024 : non-partant (16e étape)

#### Tour d'Espagne
2 participations
- 2021 : 88e
- 2022 : non-partant (16e étape)

### Classements mondiaux
| Année                                 | 2019  | 2020 | 2021 | 2022 | 2023 | 2024 |
| ------------------------------------- | ----- | ---- | ---- | ---- | ---- | ---- |
| Classement mondial                    | 2049e | 648e | 446e | 186e | 68e  | 14e  |
| UCI Europe Tour                       | 1338e | 527e | 368e | 153e | 56e  | 11e  |
|                                       |       |      |      |      |      |      |
| Légende : nc = non classéSource : UCI |       |      |      |      |      |      |